# Museo dell'astronomia e Planetario di Torino
Il Planetario di Torino, Museo dell'Astronomia e dello Spazio (Infini.to) ha sede a Pino Torinese, sulla collina di Torino.
Sorge accanto all'Osservatorio astronomico, antica istituzione scientifica torinese. Le sue strutture comprendono un museo interattivo dell'astronomia e un planetario da 98 posti di tipo digitale.
Aperto al pubblico dal 28 settembre 2007, presso Infini.to si realizzano attività divulgative, educative e formative rivolte al pubblico generico e alle scuole.

## Museo dell'Astronomia
È strutturato su 4 piani, di cui 3 interrati; il planetario è accessibile dal piano -2 e la sua struttura esterna (una sfera rappresentante una stella supergigante rossa) è chiaramente visibile da ogni parte del museo. La biglietteria è posta più a valle rispetto al museo e per raggiungerla in origine era stato posto un ascensore inclinato, ma una frana lo ha reso inagibile ed è quindi sostituito da un servizio di navetta gratuito.
- Al piano 0 sono presenti alcune riproduzioni di satelliti (tra gli altri, il Tethered ed il LAGEOS 2).
- Al piano -1 ci sono diversi allestimenti sulla visione che abbiamo dell'universo, dello spettro elettromagnetico, la velocità della luce[non chiaro].
- Al piano -2 è presente l'accesso alla cupola del planetario. Gli allestimenti riguardano le forze della natura, con un piano inclinato su cui saltare con una gravità simulata come quella lunare, dei padiglioni che simulano vortici e potenziali gravitazionali, una giostra che spiega gli effetti pratici del momento angolare ("Il segreto delle pattinatrici"), una cyclette con video che fa pedalare il visitatore sulle lunghissime distanze del sistema solare (ma alla velocità della luce e più).
- Al piano -3 l'esposizione mira alla struttura a grande scala dell'Universo, alla sua storia ed al futuro, con esposizioni sulla legge di Hubble, la curvatura dello spaziotempo, la radiazione cosmica di fondo. Anche qui troviamo una cyclette che "viaggia" nello spazio.

Ci sono poi delle postazioni con pc e due postazioni (la Mediateca) per vedere brevi filmati sull'universo e la sua esplorazione.

## Planetario
Il planetario è interno al museo, ha 98 posti ed utilizza per la proiezione il sistema digitale d'avanguardia DIGISTAR 5.
Le proiezioni possono essere registrate (dai primi spettacoli ne viene usata una con voce narrante di Margherita Hack) oppure essere presentate dal vivo da un operatore dello staff museale. Il biglietto per il planetario è separato da quello del museo. Il Planetario di Torino lavora in rete, per le attività di divulgazione e per lo scambio di immagini, con altre due istituzioni piemontesi nel campo dell'astronomia, l'Osservatorio Astronomico di Luserna San Giovanni e quello di Alpette.